# Opius laetatorius
Opius laetatorius är en stekelart som beskrevs av Fischer 1958. Opius laetatorius ingår i släktet Opius och familjen bracksteklar. Inga underarter finns listade i Catalogue of Life.